# Raoul Dautry

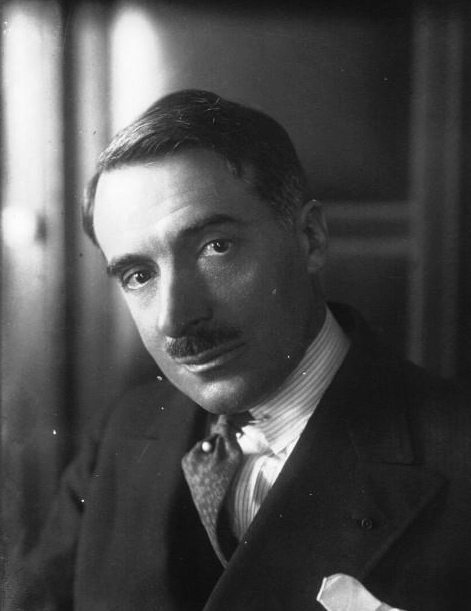
Dautry en 1928

Raoul Dautry (Montluçon, Allier 16 de septiembre] de 1880 - Lourmarin, Vaucluse, 21 de agosto de 1951) fue un ingeniero, dirigente de empresas públicas y político francés.
Tras estudiar en la École Polytechnique, empieza su carrera en la Compañía de Ferrocarriles del Norte. Durante la Primera Guerra Mundial idea en 1914 un mecanismo de circulación de trenes que permite a los refuerzos acudir al frente del Este (batalla del Marne). Fue el creador la "vía de los cien días" que salía desde Beauvais. Desempeña importantes funciones en el ferrocarril: preside la Compañía de Ferrocarriles del Estado entre 1928 y 1938 y al crearse la SNCF en 1938, pasa a ser miembro de su consejo de administración.
Durante la Segunda Guerra Mundial, Dautry es ministro de Armamento entre el 20 de septiembre de 1939 y el 16 de junio de 1940. Consigue el consentimiento de Édouard Daladier para enviar una misión a Noruega que busque el stock disponible del agua pesada de la que los alemanes desean apoderarse. 
Tras la Liberación, es nombrado ministro de Reconstrucción y Urbanismo en el gobierno del General de Gaulle, cargo que ejercerá entre el 16 de noviembre de 1944 y el 20 de enero de 1946. Luego fue administrador general en el Comisariado para la Energía Atómica (CEA). Él escogió la sede de las instalaciones del CEA en Saclay.
En 1946, resultó elegido en la Academia de Ciencias Morales y Políticas. 
Fue alcalde de Lourmarin.
Gran Oficial de la Legión de honor.
- Datos: Q1877439
- Multimedia: Raoul Dautry / Q1877439